# Young Knives
I Young Knives sono un gruppo indie rock britannico originario di Ashby-de-la-Zouch (Leicestershire, Inghilterra) e attivo dal 1998.

## Formazione
- Henry Dartnall - voce, chitarra
- Thomas "The House of Lords" Dartnall - voce, basso
- Oliver Askew - batteria, cori

## Discografia
- 2006 - Voices of Animals and Men
- 2008 - Superabundance
- 2011 - Ornaments from the Silver Arcade
- 2013 - Sick Octave[1]
- 2025 - Landfill

### EP
- 2002 - The Young Knives... Are Dead